# 少女革命計画
『少女革命計画』（しょうじょかくめいけいかく、GIRLS REVOLUTION PROJECT）は、KAMITSUBAKI STUDIOと深化によるメディアミックスプロジェクト。

## 概要
少女革命計画。
それはあなたを深化させる秘密のプロトコル。
深化せよ、電子の少女達！—少女革命計画公式ウェブサイト
XTuberユニット『心世紀（）』とバーチャルシンガーユニット『罪十罰（）』の少女たちを中心に、複数のアーティストとコンポーザーが参加する「音楽×物語」をテーマとしたプロジェクト。
少女たちのバーチャルの姿のデザインはPALOW.が担当する。
メンバーの多くは2021年11月開催の『SINSEKAI AUDITION』から選出され、2024年1月13日に行われたライブイベント『神椿代々木決戦二〇二四 現象II -魔女拡成-』でプロジェクトとキービジュアルを発表。デビューに先駆けて実施されたユーザー参加型オンライン謎解きイベント『少女革命計画 – Q for REVOLUTION -』に合わせて彼女たちの深層（パーソナリティ）を知る一助となるコミックが公開された。同年8月8日、『KAMITSUBAKI FES '24 THE DAY THE EARTH STOOD STILL』にて正式にアーティストデビュー。2025年7月11日には初の単独公演となるファーストライブを開催した。
KAMITSUBAKI STUDIO初の試みとして、音楽活動だけにとどまらず、Live2Dモデルを用いたゲーム実況といった一般的なバーチャルYoutuberのような配信活動も行っていくとしている。

## 所属アーティスト

### 心世紀
佳鏡院（）
御莉姫（）
硝子宮（）

### 罪十罰
美古途（）
夕凪機（）
氷夏至（）

## ディスコグラフィ
| タイトル                   | 公開日         | 作詞・作曲・編曲                                                             | 歌唱          |
| -------------------------- | -------------- | ---------------------------------------------------------------------------- | ------------- |
| フェイクナイト・シンデレラ | 2024年8月9日   | 矢野達也                                                                     | 心世紀        |
| 弔花                       | 2024年8月14日  | 他人事                                                                       | 罪十罰        |
| パーフェクション           | 2024年9月18日  | 水野あつ（作詞） HIDEYA KOJIMA（作編曲）                                     | 心世紀        |
| DIGGER                     | 2024年9月25日  | biz（作詞） biz、ZERA（作編曲）                                              | 罪十罰        |
| well                       | 2024年10月9日  | 祭日ハネダ（作詞） HiFi-P（作編曲）                                          | 硝子宮        |
| アライブ                   | 2024年10月16日 | 夢魅たぴ                                                                     | 氷夏至        |
| 夢の揺籠                   | 2024年10月23日 | Wiz_nicc                                                                     | 佳鏡院        |
| アバウト                   | 2024年10月30日 | ポリスピカデリー                                                             | 夕凪機        |
| シンユウ                   | 2024年11月6日  | wotaku                                                                       | 御莉姫        |
| セルフィッシュ             | 2024年11月13日 | Shun Ueno                                                                    | 美古途        |
| 現世回帰                   | 2024年11月20日 | 真崎エリカ（作詞） 水野谷怜（作編曲）                                        | 心世紀×罪十罰 |
| アイ                       | 2024年11月27日 | higma                                                                        | 硝子宮        |
| ジャンク                   | 2024年12月4日  | 内緒のピアス                                                                 | 氷夏至        |
| 宇宙逃避行                 | 2024年12月11日 | MIMI                                                                         | 佳鏡院        |
| プレイヤーわたし           | 2024年12月18日 | harha                                                                        | 夕凪機        |
| Talking Doll               | 2024年12月25日 | 他人事                                                                       | 御莉姫        |
| アワセカガミ               | 2025年1月8日   | 木下龍平                                                                     | 美古途        |
| Ephemeral                  | 2025年1月22日  | 100回嘔吐                                                                    | 心世紀        |
| Synapse                    | 2025年1月29日  | 小野仁誠、蓮実えれな（作詞） Zexnum（作編曲）                                | 罪十罰        |
| ガラスのパズル             | 2025年2月5日   | ボンジュール鈴木（作詞作曲） 鈴木Daichi秀行（編曲）                          | 硝子宮×美古途 |
| シネマティック             | 2025年2月12日  | 櫻井健太郎                                                                   | 佳鏡院×氷夏至 |
| 瞬き                       | 2025年2月19日  | 木下龍平                                                                     | 御莉姫×夕凪機 |
| ココロト                   | 2025年2月26日  | とあ                                                                         | 心世紀        |
| blindness                  | 2025年3月5日   | ⌘ハイノミ                                                                    | 罪十罰        |
| ANGER                      | 2025年3月12日  | Mahiro（作詞） Kazuto Okawa:⁠LLLL（作編曲）                                   | 御莉姫        |
| キリガサガリキ             | 2025年3月19日  | Purukichi                                                                    | 佳鏡院        |
| unknown                    | 2025年3月26日  | 歩く人                                                                       | 硝子宮        |
| うそ鳴き                   | 2025年4月2日   | ぽん（作詞） HIDEYA KOJIMA（作編曲）                                         | 心世紀        |
| ホンキートンキーラブ       | 2025年4月16日  | キタノコウヤ、なるおさやか（作詞） キタノコウヤ（作曲） POP ART TOWN（編曲） | 氷夏至        |
| 回想の層                   | 2025年4月23日  | Mizore                                                                       | 美古途        |
| Yellow Yellow              | 2025年4月30日  | フジムラ（サイダーガール）                                                   | 夕凪機        |
| SHOCK                      | 2025年5月7日   | 梅とら                                                                       | 罪十罰        |
| ミリオン・コンプレクシティ | 2025年5月21日  | 矢野達也                                                                     | 心世紀        |
| SURVIVAL                   | 2025年6月4日   | 矢野達也                                                                     | 罪十罰        |
| 鈍色幻灯                   | 2025年7月2日   | 真崎エリカ（作詞） 水野谷怜（作編曲）                                        | 心世紀×罪十罰 |

## 出演

### ライブイベント
- KAMITSUBAKI FES '24 THE DAY THE EARTH STOOD STILL（2024年8月8日、パシフィコ横浜）
  - 出演メンバー：佳鏡院、御莉姫、硝子宮、美古途、夕凪機、氷夏至
- KAMITSUBAKI WARS 2024 神椿幕張戦線 V.W.P 2nd ONE-MAN LIVE「現象II（再）」（2024年11月2日、幕張メッセ）[9]
  - 出演メンバー：御莉姫、美古途、夕凪機、氷夏至
- KAMITSUBAKI WARS 2025 神椿川崎戦線 少女革命計画 1st LIVE/第一幕『改変』（2025年7月11日、CLUB CITTA'）
  - 出演メンバー：佳鏡院、御莉姫、硝子宮、美古途、夕凪機、氷夏至
- GRAYSCALE -CYAN-（2025年8月2日、Shibuya O-EAST）[注釈 2]
  - 美古途、夕凪機、氷夏至
- KAMITSUBAKI FES ’25 OUR ONE-DAY WAR（2025年11月2日、Kanadevia Hall）
  - 出演メンバー：佳鏡院、御莉姫、硝子宮、美古途、夕凪機、氷夏至

### コラボイベント
- IMAGINARY BASE AKIHABARA×少女革命計画[11]
  - 第1弾「心世紀」（2025年3月1日～3月31日）
  - 第2弾「罪十罰」（2025年4月1日～4月29日）
- 『少女革命計画』×カラオケの鉄人（2025年7月23日～8月31日）[12]

## 少女革命計画 -ヲモヒノカタチ、キミノカタチ-
2024年10月から2025年6月まで毎週水曜日にYouTubeで配信されていたショートアニメ。「向こう側の世界」の少女たちが本当の自分を取り戻すため、「都市伝説」と呼ばれる不可思議な現象に巻き込まれながらも「ヲモヒノカタチ」を集めるというストーリー。2025年10月26日に全27話の本編と、出演メンバーによるオーディオコメンタリーを収録したBlu-rayの発売が決定した。

### 登場キャラクター
カキョウイン
声 - 佳鏡院
オリヒメ
声 - 御莉姫
ガラスミヤ
声 - 硝子宮
ミコト
声 - 美古途
ユウナギ
声 - 夕凪機
ヒナゲシ
声 - 氷夏至
シロマル
声 - ？？？
魔王
声 - 詩道

### 各話リスト
| 話数   | サブタイトル           | 脚本                    | 対応楽曲                   | 配信日         |
| ------ | ---------------------- | ----------------------- | -------------------------- | -------------- |
| 第1話  | 井戸の底               | 鏡征爾                  | well                       | 2024年 10月9日 |
| 第2話  | 人形流し               | 鏡征爾                  | アライブ                   | 10月16日       |
| 第3話  | 叛乱                   | 鏡征爾                  | 夢の揺籠                   | 10月23日       |
| 第4話  | 塔                     | 唄胤すい                | アバウト                   | 10月30日       |
| 第5話  | 秘密の花園             | 唄胤すい                | シンユウ                   | 11月6日        |
| 第6話  | 海底の魚               | -                       | セルフィッシュ             | 11月13日       |
| 第7話  | はじまり               | 唄胤すい                | 現世回帰                   | 11月20日       |
| 第8話  | ドッペルゲンガー       | -                       | アイ                       | 11月27日       |
| 第9話  | かくれんぼ             | -                       | ジャンク                   | 12月4日        |
| 第10話 | 神様が愛した素数       | -                       | 宇宙逃避行                 | 12月11日       |
| 第11話 | 呪いのゲーム           | 鷹羽知                  | プレイヤーわたし           | 12月18日       |
| 第12話 | 電話                   | -                       | Talking Doll               | 12月25日       |
| 第13話 | ミラーハウス           | 唄胤すい                | アワセカガミ               | 2025年 1月8日  |
| 第14話 | 死者の眠る森           | 唄胤すい                | ガラスのパズル             | 2月5日         |
| 第15話 | 勇者の剣               | 秋山広行（THINKR）      | シネマティック             | 2月12日        |
| 第16話 | ピーターパン           | -                       | 瞬き                       | 2月19日        |
| 第17話 | メアリー・セレスト号   | -                       | ANGER                      | 3月12日        |
| 第18話 | きさらぎ駅             | -                       | キリガサガリキ             | 3月19日        |
| 第19話 | ネッシー               | -                       | unknown                    | 3月26日        |
| 第20話 | 杉沢村                 | -                       | うそ鳴き                   | 4月2日         |
| 第21話 | マヨイガ               | 唄胤すい                | ホンキートンキーラブ       | 4月16日        |
| 第22話 | エレベーター           | 秋山広行（THINKR）      | 回想の層                   | 4月23日        |
| 第23話 | 忘却のリミナルスペース | 秋山広行（THINKR）      | Yellow Yellow              | 4月30日        |
| 第24話 | 追憶のリミナルスペース | 中田歩 (ヨーロッパ企画) | SHOCK                      | 5月7日         |
| 第25話 | 赤マント・青マント     | 中田歩 (ヨーロッパ企画) | ミリオン・コンプレクシティ | 5月21日        |
| 第26話 | ヲモヒノカタチ         | 中田歩 (ヨーロッパ企画) | SURVIVAL                   | 6月4日         |
| 第27話 | 少女革命計画           | 中田歩 (ヨーロッパ企画) | -                          | 6月18日        |

### スタッフ
- 製作：THINKR
- 企画：KAMITSUBAKI STUDIO
- アニメ制作：MANAA ANIMATION
- シリーズ構成：考 一郎
- 音楽：朝比奈健人
- 作画監督：細田沙織
- キャラクターデザイン原案：PALOW.
- キャラクターデザイン：ちろり directed by PHASE STUDIO
- プロデューサー：PIEDPIPER